# Hedysarum wakhanicum
Hedysarum wakhanicum är en ärtväxtart som beskrevs av Dieter Podlech och James Anderson. Hedysarum wakhanicum ingår i släktet buskväpplingar, och familjen ärtväxter. Inga underarter finns listade i Catalogue of Life.